# Сирія на Чемпіонаті світу з водних видів спорту 2015
Сирія взяла участь у Чемпіонаті світу з водних видів спорту 2015, який пройшов у Казані (Росія) від 24 липня до 9 серпня.

## Плавання на відкритій воді
Один сирійський спортсмен кваліфікувався на змагання з плавального марафону на відкритій воді.
| Спортсмен      | Дисципліна       | Час       | Місце |
| -------------- | ---------------- | --------- | ----- |
| Салех Мохаммад | 25 км (чоловіки) | 5:31:21.1 | 24    |

## Плавання
Сирійські плавці виконали кваліфікаційні нормативи в дисциплінах, які наведено в таблиці (не більш як 2 плавці на одну дисципліну за часом нормативу A, і не більш як 1 плавець на одну дисципліну за часом нормативу B):
Чоловіки
| Спортсмен       | Дисципліна       | Попередній заплив | Попередній заплив | Півфінал        | Півфінал        | Фінал           | Фінал           |
| Спортсмен       | Дисципліна       | Час               | Місце             | Час             | Місце           | Час             | Місце           |
| --------------- | ---------------- | ----------------- | ----------------- | --------------- | --------------- | --------------- | --------------- |
| Азад Аль-Баразі | 100 м брасом     | 1:02.51           | 42                | Завершив виступ | Завершив виступ | Завершив виступ | Завершив виступ |
| Азад Аль-Баразі | 200 м брасом     | 2:18.19           | 43                | Завершив виступ | Завершив виступ | Завершив виступ | Завершив виступ |
| Айман Кельзі    | 100 м батерфляєм | 55.84             | 53                | Завершив виступ | Завершив виступ | Завершив виступ | Завершив виступ |
| Айман Кельзі    | 200 м батерфляєм | 2:04.60           | 35                | Завершив виступ | Завершив виступ | Завершив виступ | Завершив виступ |

Жінки
| Спортсменка | Дисципліна           | Попередній заплив | Попередній заплив | Півфінал         | Півфінал         | Фінал            | Фінал            |
| Спортсменка | Дисципліна           | Час               | Місце             | Час              | Місце            | Час              | Місце            |
| ----------- | -------------------- | ----------------- | ----------------- | ---------------- | ---------------- | ---------------- | ---------------- |
| Баен Джума  | 50 м вільним стилем  | 26.81             | 54                | Завершила виступ | Завершила виступ | Завершила виступ | Завершила виступ |
| Баен Джума  | 100 м вільним стилем | 57.81             | 50                | Завершила виступ | Завершила виступ | Завершила виступ | Завершила виступ |